# Una sconfinata giovinezza
Pour plus de détails, voir Fiche technique et Distribution.
Una sconfinata giovinezza est un film italien réalisé par Pupi Avati, sorti en 2010.

## Fiche technique
- Titre : Una sconfinata giovinezza
- Réalisation : Pupi Avati
- Scénario : Pupi Avati
- Photographie : Pasquale Rachini
- Montage : Amedeo Salfa
- Musique : Riz Ortolani
- Production : Antonio Avati
- Pays d'origine :  Italie
- Genre : Film dramatique
- Date de sortie : 2010

## Distribution
- Fabrizio Bentivoglio : Lino
- Francesca Neri : Francesca
- Serena Grandi : Zia Amabile
- Gianni Cavina : Preda
- Lino Capolicchio : Emilio
- Manuela Morabito : Teta
- Erika Blanc : Vedova
- Isabelle Adriani : Nicoletta
- Damiano Russo : Tullio
- Osvaldo Ruggieri : le neurologue